# Фантазії Веснухіна
«Фантазії Веснухіна» (рос. «Фантазии Веснухина») — український радянський художній фільм 1977 року режисера Валерія Харченка.

## Сюжет
Першокласник Кирило мріє виступити в цирку зі своїм котом Тишком. Його захоплення дресируванням створює багато клопоту батькам, учительці і однокласникам. Одного разу Кирило зустрічає клоуна, який погоджується йому допомогти…

## У ролях
- Кирило Полтевський — Кирило Ілюхін («Веснухін»)
- Олена Маслова — Лена, подружка Кирила
- Євген Лебедєв — клоун Микола Божор
- Клара Бєлова — Ганна Іванівна, вчителька
- Олександр Беніамінов — вагоновожатий
- Діма Волков — Антін Волков, староста класу
- Сергій Никоненко — батько Кирила
- Катерина Вороніна — мама Кирила
- Микола Гринько — дядько Стьопа, міліціонер
- Олександр Калягін — Микола Олегович, директор школи
- Таня Самсонова — Пищикова
- Яна Поплавська — Маша Лукова
- Ігор Сорокін — Льоня Булін
- Вова Коробков — один з трійнят
- Діма Коробков — один з трійнят
- Саша Коробков — один з трійнят
- Ірина Желенкова — Красавіна
- Готліб Ронінсон — дядько Гоша, фотограф (озвучує Г. М. Віцин)
- Юрій Волинцев — тато Буліна, фізкультурник
- Юрій Катін-Ярцев — точильник
- Віктор Сергачов — скляр
- Роман Ткачук — маляр
- Людмила Іванова — бабуся Кирила
- Леонід Каневський — продавець у магазині спорттоварів і в зоомагазині, таксист

## Творча група
- Автор сценарію: Аркадій Млодик
- Режисер-постановник: Валерій Харченко
- Оператор-постановник: Елізбар Караваєв
- Художники-постановники: Равіль Шарафутдінов, Володимир Єфімов
- Композитор: Олександр Зацепін
- Текст пісень: Леонід Дербеньов, Вадим Левін
- Вокал: Алла Пугачова
- Режисер: Геннадій Тарасуль
- Оператор: Юрій Райський
- Режисер монтажу: Л. Голікова
- Звукооператор: Ганна Подлєсна
- Комбіновані зйомки: оператори — Всеволод Шлемов, А. Сидоров; художник — Олексій Бокатов
- Художник по костюмах: Л. Яремчук
- Художники по гриму: Володимир Талала, Е. Тимофєєва
- Художник-декоратор: Р. Невеська
- Редактор: Е. Демченко
- Директор картини: Алла Мещерякова

## Саундтрек
- У фільмі прозвучали пісні на музику Олександра Зацепіна та вірші Леоніда Дербеньова, які за кадром виконувала Алла Пугачова:
  - рос. «Куда уходит детство?»
  - рос. «Найди себе друга»
  - рос. «Колыбельная»
  - рос. «Посмотрите на кота»
  - рос. «Рисуйте, рисуйте»
- Пісня на вірші Вадима Левіна — рос. «Песня о цирке» у виконанні ВІА «Весёлые ребята»